# ヘスス・モンタネ・オロペサ大学
ヘスス・モンタネ・オロペサ大学（ヘススモンタネオロペサだいがく）はキューバの青年の島にある教育機関。
キューバ独立戦争の英雄、ヘスス・モンタネ・オロペサ(es:Jesús Montané)の名前をとってつけられた。
日本キューバ連帯委員会が主催するCUBAPON青年の島プロジェクトで、稲作の普及で日本と交流がある。
キューバ革命の後10年間は農業部門の研究を主に行い、その後技術研究所が設置されハイレベルの技術をもつ熟練労働者の養成学校となる。この必要性のために、教育省は1972年に仕事をしながら学べる夜間クラスの経済管理の学士コースを開設。農業のリーダーとなり、経済的な側面から農業を見ることのできる人材開発に取り組む。キューバのハバナ大学とも連携し経済学部や農業学部とは単位が連携している。常に農業だけにはとどまらず、土木から見た農業への取り組み、科学から見た農業への取り組み、工学から見た農業の取り組みなど多角的に学生が勉強に取り組めるようなカリキュラムを組んでいる。
1976年に高等教育省は方針を変更し、研究と技術の両立をモットーに教員が学問の世界にとどまらず、国全体を回り地域との交流をもつように変化した。